# 梅扎河 (道加瓦河支流)
梅扎河是俄羅斯的河流，屬於道加瓦河的支流，由特維爾州和斯摩棱斯克州負責管轄，河道全長259公里，流域面積約9,080平方公里，發源自瓦爾代高地，每年十一月至翌年四月結冰，河畔城鎮有涅利多沃。